# 판도라 하츠
《판도라하츠》(일본어: パンドラハーツ, PandoraHearts)는 모치즈키 준의 일본 만화 작품.
스퀘어에닉스에서 출간되고 있는 만화잡지〈월간G판타지〉2006년 6월호(5월 18일)부터 연재하여 2009년 5월 누계 발행 부수160만부를 돌파, 2007년 12월 21일에 프론티어 웍스에서 드라마 CD가 발매되었다.
대한민국에는 2007년 대원씨아이에 의해 정식 라이선스판이 발매되고 있다. 2015년 4월호 (3월 18일 종료)를 끝으로 완결되었다.
〈월간G판타지〉 공식 홈페이지 및, 2008년 12월 호에 TV애니화를 발표, 2009년 4월부터 9월까지 총 25화 방송되었다.
그 후, 국내에서도 2010년 10월 4일부터 애니박스에서 방영을 시작하였으며, 12월 1일부터 챔프TV에서도 방영되었다.

## 줄거리
베델리우스 공작가의 후계자로, 15세를 맞아 성인식을 치르게 된 오즈 베델리우스. 모두의 축하와 기쁨 속에 식이 거의 끝나갈 무렵, 이공간의 감옥 〈어비스〉에서 사자들이 찾아와 성인식은 끔찍한 살육의 장으로 돌변한다. 오즈는 사자들로부터 시종(친구)인 길버트를 지키려다 오히려 칼로 찌르게 되고, 끝없는 어둠과 이형의 괴물들이 가득한 어비스에 떨어지고 만다. 그곳에서 앨리스를 만난 오즈는 현실로 돌아가려는 그녀와 계약을 맺어 현실로 돌아오게 되는데, 이미 밖은 10년이 흐른뒤.체인의 피를 마셔 계약을 한 오즈는 불법 계약자로 각인의 바늘이 한바퀴를 돌면 어비스에 떨어질 운명에 놓인다.

## 등장인물
- 담당 성우는 TBS TV 애니메이션의 성우만 표시. 2007년의 드라마CD에 출연한 성우는 생략함.
- 등장인물의 이름 영어 표기와 각 캐릭터의 설정 프로필[1]은 우선적으로 공식 가이드북 18.5권 ~Evidence~, 24+1권「Las't Dance!」를 따른다.
- 정식 라이선스(정발)의 등장인물의 이름은 상당 부분 잘못되어 있으므로, 몇몇 부분을 제외한 나머지는 원작기준으로 치환.(베자리우스 → 베델리우스, 자크 → 잭)
- 이곳에 표기되어있는 정보들은 애니메이션이 아닌 원작(만화책) 위주로 표기함.
- 성우표기는 왼쪽이 일본 성우, 오른쪽이 대한민국 성우로 구분.

### <주요 인물>
<Part.1>
- 오즈 베델리우스

Oz Vessalius
성우 : 미나가와 쥰코 / 전숙경
오즈 프로필:
| 연령   | 15세              |
| 신장   | 164cm             |
| 생일   | 12월 26일         |
| 별자리 | 염소자리 (점성술) |
| 혈액형 | O형               |

본 작품의 주인공이자 4대 공작가 중의 하나인 베델리우스가의 차기 당주.
여성을 매우 좋아하며 보호 받아야할 존재라고생각한다.
쾌활하고 장난치는 것을 좋아해 시종인 길버트를 괴롭히는 것이 반 취미이다.
15세의 성인식 때 바스커빌의 백성에 의해 이공간·어비스에 떨어져 그곳에서 검은 토끼(앨리스/ 비 래빗)을 만나게 된다. 앨리스와 위법계약을 맺고 어비스에서 탈출한 뒤 자신이 어비스에 떨어진 이유를 알기 위해 앨리스와 함께 브레이크의 부하로서 판도라에서 일할 것을 결심, 바스커빌 가를 제외한 단체, 주로 판도라 조직에서〈어비스의 의지〉를 얻기 위한 열쇠로 주목을 받게 된다.
- 앨리스

Alice
성우 : 카와스미 아야코 / 윤미나
앨리스 프로필:
| 연령   | 14세            |
| 신장   | 150cm           |
| 생일   | 7월 20일        |
| 별자리 | 게자리 (점성술) |
| 혈액형 | O형             |

본 작품의 히로인으로 오즈와 계약을 맺은 피에 물든 검은 토끼(비래빗)이라 불리는 체인.
소녀다운 용모와는 정반대로, 기가 세고 자기중심적.
작고 마른 몸에 비해 대식가로 특히 고기를 좋아하고, 기본적인 성격은 난폭이지만 가끔은 얌전한 모습도 나온다.
잃어버린 자신의 기억(자신의 존재 이유)을 찾기 위해서 오즈와 계약을 맺고, 어비스에서 오즈 일행이 사는 세계로 나오게 된다.
100년 전, 한때 그녀는 인간 이었으며 어비스의 의지와는 일란성 쌍둥이 관계, 어비스에서 태어난 그녀들은 어비스의 연결 고리로 통해 서로의 의식을 공유하며 자라왔다.
그녀가 인간으로써 죽고 체인이 되어 살아갔던 이유, 자신의 소중한(비래빗 오즈 & 어비스의 의지)것들을 이용해 세계를 어비스로 떨어뜨리려는 잭의 음모를 막고자 스스로 지켜내려는 각오 하나로 목숨을 끊는다.
영혼만이 육신과 희미하게 연결되어 남게 된 그녀는 어비스와 인간 세계의 교차 점에서 어비스의 의지와 마주하게 되고, 잭의 의해 살해를 범하는 비래빗 오즈를 그에게서 해방 시키고자 비래빗 오즈의 힘을 흡수한다.
그리고 이러한 과정에서 나타난 결과가 바로, 지금의 비래빗 앨리스이다.
- 길버트 나이트레이

Gilbert Nightray
성우 : 토리우미 코스케 / 아역 : 사카모토 아즈마 / 안용욱 / 아역 : 이명희
길버트 프로필:
| 연령   | 24세              |
| 신장   | 182cm             |
| 생일   | 2월 5일           |
| 별자리 | 물병자리 (점성술) |
| 혈액형 | B형               |

오즈의 친구이자 충실한 하인이며 나이트레이가의 양자이다.
판도라에도 속해 있는 그는 어비스에 떨어진 오즈를 현세로 귀환시키기 위해, 나이트레이 가에서 소지하고 있는 체인·레이븐을 얻게 된다.
고양이를 무서워하고 찌질한 면모도 보이지만, 시종으로써의 본분으로 주인을 지키겠다는 마음이 강하다.
그는 과거 100년 전에 살았던 인간이었으며, 사블리에 비극으로 인해 어비스로 떨어지게 되었고 100년의 시간을 뛰어 넘어 베델리우스 저택에 있는 어비스의 문으로 통해 빠져나오게 된다.
다만 그는 모종의 사건의 의해 상당한 정신적 충격으로 100년 전에 자신이 살아왔던 과거의 기억을 기억하지 못하게 되었지만, 판도라 본부에 관리 되었던 봉인석이 부서진 시점에서 그는 모든 것을 기억해내게 된다.
- 샤론 레인즈워스

Sharon Rainsworth
성우 : 하나자와 카나 / 이재현
샤론 프로필:
| 연령   | 23세            |
| 신장   | 157cm           |
| 생일   | 4월 13일        |
| 별자리 | 양자리 (점성술) |
| 혈액형 | B형             |

레인즈워스 가의 영애이며, 판도라에 속해 있는 정식 계약자. 계약의 영향을 받아 13세의 모습으로 성장이 멈추게 되었다.
어떤 때라도 느긋이 티타임을 즐기는 그녀는 오즈가 첫눈에 반할 정도의 미소녀. 하지만 상당히 만만치 않은 인물로 오즈에게 뒤지지 않을 정도로 음흉한 일면도 가지고 있다.
좋아하는 것은 로맨스 소설,삽화의 키스신을 제대로 보지 못하는 것을 보아 상당히 비뚤어진 연애관을 가졌다.
항상 부채를 들고 다니며, 주로 제멋대로 행동하는 브레이크를 저지하는데 사용한다.
어렸을 때부터 함께 지내 왔던 브레이크를 오빠처럼 따르고 있으며, 현재의 그녀는 브레이크에게 짐이 되지 않게 그녀만이 할 수 있는 범위 내에 힘이 되고자 노력한다.
가끔 사적인 공간에서는 브레이크를 자크스 오라버니라고 부르는 경우도 있다.
- 자크시즈 브레이크

Xerxes Break
성우 : 이시다 아키라 / 전태열
자크시즈 프로필:
| 연령   | 24세              |
| 신장   | 177.5cm           |
| 생일   | 9월 30일          |
| 별자리 | 천칭자리 (점성술) |
| 혈액형 | A형               |

레인즈워스 가문을 모시는 자. 판도라에 소속된 정식 계약자이다.
항상 사탕을 가지고 다니며, 각설탕을 그대로 먹는 등, 상당히 단 것을 좋아한다.
어깨엔 봉제인형 '에밀리'를 달고 다닌다.
가벼운 성격으로 말은 정중하지만 어떠한 상황에선 사람을 깔보는 듯한 말투를 쓰곤 한다. 평소에는 알 수 없는 행동을 하지만 내면에는 상냥함과 충성심이 강하다.
앞으로 나아가지 못하는 오즈나 길버트를 앞에 나서 이끌기보다 뒤에서 밀어주며, 공작가의 시종임에도 불구하고 출신을 알 수 없어 판도라 내에서는 그를 탐탁지 않게 보는 사람도 있다고 한다.
체인을 사용할 시, 자신의 몸에 부담이 가기 때문에 평소 전투에서는 지팡이식겸 검을 사용한다.
과거에 체인과 불법계약을 하였으나 어비스의 의지에 의해 15년 후에 레인즈워스가의 사용인이 되었으며. 샤론의 어머니이신 셰리에게 구원을 받아 무뚝뚝한 성격을 고쳐나아갔다.
그의 체인은 어비스의 모든 힘을 무력화 시킬수 있는 능력을 가진 메드헤터이다.
<Part.2>
- 엘리엇 나이트레이

Elliot Nightray
성우 : 노지마 히로후미 / 서원석
엘리엇 프로필:
| 연령   | 16세              |
| 신장   | 173cm             |
| 생일   | 8월 8일           |
| 별자리 | 사자자리 (점성술) |
| 혈액형 | A형               |

나이트레이 가문의 적자인 그는 왼쪽 눈밑에 있는 눈물점이 특징. 길버트와 빈센트와는 의붓형제사이이다.
굽히는 것을 싫어하는 올곧은 성격. 오즈와는 대조적으로 "자신을 업신여기는 사람에게 타인을 지킬 자격은 없다"는 신념을 가지고 있다.
시종인 리오와 라트위지교에 다니며, 성격이 급하고 입이 거칠다못해 솔직하지 못한 면이 있어 '총명하지만 바보'라는 소리도 듣는다.
검사 자크시즈 브레이크를 어릴 적부터 동경해 왔으며, 브레이크가 검술로 대련상대를 해주고 있다는 오즈의 말에 내심 부러워하는 쌈박한 모습도 보여준다.
간혹 현기증을 앓고 알 수 없는 악몽에 자주 시달리자, 평소에 내비추지 않던 나약한 모습을 내보이기도 한다.
- 리오

Leo
성우 : 와타나베 아케노 / 이미나
리오 프로필:
| 연령   | 16세              |
| 신장   | 164cm             |
| 생일   | 10월 25일         |
| 별자리 | 전갈자리 (점성술) |
| 혈액형 | AB형              |

마이페이스 성격에 부스스한 머리카락, 두 눈을 가릴정도에 커다란 안경을 착용하고 있다.
엘리엇의 시종인 그는 주인인 엘리엇과 함께 라트위지교에 다니며, 독서하는걸 좋아해서 중간에 방해받는걸 제일 싫어한다.
검이나 총을 다루는건 센스 제로. 그래도 적재적소의 충고로 엘리엇을 받쳐주고 있다.
출신지는 불명, 언제부터인가 나이트레이가의 관리를 받고 있는〈피아나(하얀천사)의 집〉에 머물고 있었다는 것만 밝혀져 있었지만..
- 빈센트 나이트레이

Vincent Nightray
성우 : 후쿠야마 쥰 / 아역 : 오오우라 후유카 / 박서진 / 아역 : 서유리
빈센트 프로필:
| 연령   | 23세              |
| 신장   | 177cm             |
| 생일   | 9월 23일          |
| 별자리 | 처녀자리 (점성술) |
| 혈액형 | B형               |

길버트의 친동생인 그는 오른쪽 눈이 붉은 색, 왼쪽 눈이 황금색인 오드아이로 어린시절 그 붉은 눈 때문에 <재앙의 아이>라 불리며 박해를 받고 자라왔다.
그 영향으로 온화한 행동과 달리 냉혹하고 관심이 있는 것(인물)에 집착하는 성격으로 길버트 이외에는 좀처럼 마음을 열지 않는다.
계약을 맺은 체인은 잠쥐(야마네). 긴장을 풀면 바로 체인의 힘에 눌려 장소를 가리지 않고 잠든다.
시종인 에코를 노예처럼 다루며 그녀의 인격이나 존엄을 무시하는 행동도 보인다.
100년 전에 살았던 그는 사블리에 비극의 시발점인 장본인이기도한다. 그만큼 그 날의 진실을 누구에게도 알리고 싶어하지 않는다.

### 베델리우스 家
- 쟈크(잭) 베델리우스

Jack Vessalius
성우 : 오노 다이스케 / 김두희
잭 프로필:
| 연령   | 25세              |
| 신장   | 180cm             |
| 생일   | 1월 19일          |
| 별자리 | 염소자리 (점성술) |
| 혈액형 | O형               |

약 100년 전, 당시 베델리우스 자작가의 삼남으로, 오르골 직공이었다.
현재는 귀족들 사이에서 〈사블리에의 비극 〉을 막은 영웅으로 칭송받으며 후대 베델리우스 가의 융성에 크게 공헌했다.
앨리스의 기억 속에 영혼의 단편으로 존재하고 있었지만, 현재는 오즈의 안에 머물고 있으며 유사 시에는 오즈의 몸에 빙의하기도 했다(아직까지 두 번).
앨리스와 오즈의 유대관계의 비밀이나 사블리에의 비극의 진상을 알고 있는 것으로 여겨지는 몇 안되는 인물.
글렌 바스커빌과는 벗이었던 그는 글렌과의 전투 후 가슴의 상처가 크게 벌어져 짧은 생을 마감 했다는 기록이 남아 있지만 진실은...
100년전 글렌 바스커빌의 여동생인 레이시를 사랑했지만 그녀가 어비스로 떨어져 죽고 레이시가 사랑했던 이 세계를 어비스로 보내주겠다는 생각 즉 사블리에의 비극을 실현시킨다
즉, 사블리에의 비극을 일으킨 원흉이기도 하다.
- 자이 베델리우스

Zai Vessalius
성우 : 오오카와 토오루 / 최낙윤
자이 프로필:
| 연령 | 49세  |
| 신장 | 181cm |

오즈와 에이다의 부친. 오즈를 멀리하며 오즈의 존재조차 받아들이지 않는다.
오즈의 어린 시절 베자리우스 가의 당주였고 성인식 이후 상당기간 행방이 묘연했다.
오즈의 성인식때 오즈를 어비스로 떨어뜨린 장본인이며, 어비스의 사제의 일원중 하나이다
- 오스카 베델리우스

Oscar Vessalius
성우 : 우메즈 히데유키 / 김기철
오스카 프로필:
| 연령   | 45세                |
| 신장   | 190cm               |
| 생일   | 5월 22일            |
| 별자리 | 쌍둥이자리 (점성술) |
| 혈액형 | O형                 |

오즈나 길버트에게는 부친이나 다름없는 존재인 그는 오즈의 숙부로 베델리우스 가의 임시 당주를 맡고 있다.
부친 대신에 오즈의 성인식을 치뤄주었으며, 오즈와 길버트를 자신의 아들처럼 여기고 있다.
에이다를 매우 아낀다. 몸이 약했던 아내가 출산 후, 아이와 함께 사망하자 가슴에 묻고 생활하고 있다.
- 레이첼 세실

Rachel Cecil
자이 베델리우스의 아내이자 오즈와 에이다의 모친. 지금은 생존하지 않는다.
- 오즈 베델리우스

<주요인물> Part.1 참고
- 에이다 베델리우스

Ada Vessalius
성우 : 후쿠하라 카오리 / 서유리
에이다 프로필:
| 연령   | 18세                |
| 신장   | 166cm               |
| 생일   | 6월 2일             |
| 별자리 | 쌍둥이자리 (점성술) |
| 혈액형 | O형                 |

베델리우스 가의 장녀로 오즈의 여동생인 그녀는 의젓하고 대범한 성격으로 약간 천진난만한 구석이 있다.
국내 굴지의 명문교· 라트위지교에 재학하고 있으며, 풍기(선도,지도) 위원을 맡고 있다.
오즈가 어비스에 떨어짐으로써 돌아 왔을 때, 시간의 뒤틀림으로 10년을 건너 뛰었기 때문에 오즈가 돌아왔을 때는 그녀는 자신의 오빠보다 연상이 되어있다.
10년 전에는 다이나라고 하는 고양이를 기르고 있었지만 현재는 다이나가 낳은 아기 고양이 스노우드롭과 키티를 기르고 있다.
p.s 빈센트 나이트레이를 좋아함. 빈센트가 자신을 이용하려 하는 것을 모르는 듯함.
- 케이트

Mrs. Kate
성우 : 히사카와 아야 / 이미나
베델리우스 가의 하녀.
10년 전 오즈의 성인식 날, 길버트가 있는 방에 고양이를 풀어 꼼짝 못 하게 한 전력이 있다.

### 나이트레이 家
- 버나드 나이트레이

Brnard Nightray
나이트레이가의 공작가이자, 엘리엇 나이트레이의 부친.
오즈의 성인식에 관련된 사건에 연루되었다는 의심을 받았던 자이 베델리우스의 알리바이를 증명해준 인물이다.
- 베니스 나이트레이

Vernis Nightray
엘리엇의 모친.
자신의 아들들의 죽음으로 마음과 정신에 상처를 입은 그녀.
심적인 고통을 치료하기 위해 후에 이슬라 유라의 컬트 교단에 들게 되지만, 모종의 사건으로 인해 죽게 된다.
- 프레드 / 클로드 / 어네스트 나이트레이

Fred / Claude / Ernest Nightray
엘리엇의 친형들이며, 머리사냥 사건으로 인해 목숨을 잃어, 현재 존재하지 않는다.
- 바넷사 나이트레이

Vanessa Nightray
엘리엇의 친누나.
동생인 엘리엇을 끔찍이 아끼며, 리오를 굉장히 싫어한다.
리오를 시종으로써 엘리엇의 곁에 두는것을 인정하지 않았으나, 후에 엘리엇이「리오를 자신의 시종으로 인정해 주지 않으면 두 번 다시 말을 하지 않겠다」라는 말에 어쩔 수 없이 허락하게 해줬다.
- 엘리엇 나이트레이

<주요인물> Part.2 참고
- 길버트 나이트레이

<주요인물> Part.1 참고
- 빈센트 나이트레이

<주요인물> Part.2 참고
- 에코

Echo
성우 : 히로하시 료 / 김민정
에코 프로필:
| 연령   | 16세                |
| 신장   | 160cm               |
| 생일   | 6월 11일            |
| 별자리 | 쌍둥이자리 (점성술) |
| 혈액형 | AB형                |

빈센트의 시종이며 운동신경이 뛰어나고 암살무기를 몸에 양팔 소매 속에 지니고 다닌다.
항상 무표정인 그녀는 경어를 사용하며 기계적으로 행동을 하고, 태어났을 때부터 나이트레이 가에 지내고 있었다고 한다.
현재 빈센트의 곁에서 그를 모시고 있지만 그에 대해 좋은 감정을 갖고 있지 않다. 다만 내려진 명령에는 절대복종 할 뿐. 빈센트가 어떤 짓을 해도 다 받아들이고 있다.

### 레인즈워스 家
- 셰릴 레인즈워스

Sheryl Rainsworth
셰릴 프로필:
| 연령   | 「우후후후후……」(셰릴) |
| 신장   | 160cm                  |
| 생일   | 11월 26일              |
| 별자리 | 사수자리 (점성술)      |
| 혈액형 | B형                    |

샤론 레인즈워스의 외할머니이자 레인즈워스 공작의 현 당주이며, 루퍼스 바르마 공작과와는 소꿉친구이다.
정치적인 줄다리기에 도가 튼 여공작. 손녀인 샤론 못지 않은 마이페이스적 성격으로 예상 외의 사태에도 여유롭게 대처하며 즐기는 그릇 큰 인물이다.
평소에는 생글생글 웃는 노귀부인이지만 화를 돋우면 배후에 반야가 소환될 정도로 무섭다고 한다.
- 셰리 레인즈워스

Shelly Rainsworth
셰릴의 딸이자, 샤론의 어머니.
모두가 의심할 정도로 신분도, 정체도 묘연한 남자 브레이크의 몸과 마음을 달래준 마음씨 착한 여성.
브레이크는 그녀에게 구원받은 뒤 그녀에게 충성하고 있다. 애독서는 로맨스 소설〈실비 아가씨와 똥개들〉
- 샤론 레인즈워스

<주요인물> Part.1 참고

### 바르마 家
- 루퍼스 바르마

Rufus Barma
성우 : 우치다 유야 / 최낙윤
루퍼스 프로필:
| 연령   | 67세            |
| 신장   | 176cm           |
| 생일   | 4월 1일         |
| 별자리 | 양자리 (점성술) |
| 혈액형 | B형             |

현 바르마 가문의 당주. 타국에서 귀화한 귀족이며, 바르마 가의 붉은 머리는 옛날 몸담은 나라의 특징이라고 한다.
4대 공작가 중에서 최연장자(67세)이지만 계약에 영향을 받아 겉모습은 20대에 멈춰있으며, 정에 휩쓸리지 않는 합리적이고 냉철한 인물.
〈아는 것이 힘〉임을 강력히 믿는 정보수집 매니아에 브레이크의 과거, 길버트가 실패한 금연 회수 등, 세세한 것부터 중요한 것에 이르기까지 굉장히 방대한 정보를 가지고 있다.
계약을 맺은 체인의 이름은 도도.
- 미란다 바르마

Miranda Barma
미란다 프로필:
| 연령 | 26세  |
| 신장 | 165cm |

100년 전 아직 나이가 어렸던 빈센트에게 어비스의 문을 열수 있는 방법을 가르쳐주었던 여성.
- 아서 바르마

Arthur Barma
아서 프로필:
| 연령 | 30세  |
| 신장 | 176cm |

100년 전 〈사블리에의 비극〉이 일어났을 때 바르마 가문의 당주.
〈사블리에의 비극〉에 대해 수기를 남긴 인물이며, 루퍼스 바르마 공작이 〈사블리에의 비극〉의 자료를 얻는데에 큰 보템이 된다.

### 판도라의 일원
- 레임 루넷

Reim Lunettes
성우 : 스와베 쥰이치 / 임경명
레임 프로필:
| 연령   | 26세            |
| 신장   | 185cm           |
| 생일   | 7월 9일         |
| 별자리 | 게자리 (점성술) |
| 혈액형 | O형             |

루퍼스 바르마의 시종이였던 그는 루넷 백작 가문의 둘째 아들로, 판도라에서 중간관리직(고위직)을 맡고 있으며 주위 사람들의 신뢰도 두텁다.
고지식한 성격에 언제나 브레이크나 오스카, 빈센트에게 휘둘리며 동요하면 안경을 닦는 버릇이 있다.
계약을 맺은 체인은 3월의 토끼.

### 바스커빌 家의 백성
어비스의 사자라고 일컫고 있으며, 붉은 로브를 걸치고 다니것이 특징인 그 들을 <붉은 사신> 이라 불리고 있다.
각각 서로 연대의 피가 전혀 흐르고 있지 않은 그들은, 글렌 바스커빌의 의해〈빛의 구슬〉로 선택된 특별한 존재들이다.
이 들의 현재 목적은 5개의 봉인의 돌을 제거하고, 속박되어 있는 자신들의 주인인 글렌 바스커빌의 영혼의 행방을 찾고 있다.
- 레비

Levi Baskerville
성우 : 사쿠라이 타카히로
레비 프로필:
| 연령 | 32세  |
| 신장 | 178cm |

두 앨리스들의 아버지이자 선대 글렌 바스커빌 가의 당주.
인간이 과연 어비스의 힘을 다루어 간섭할 수 있을지 실험을 하기 위해, 잭에게 어떠한 모종의 계기를 심어준 남자이기도 하다.
- 글렌 바스커빌

Glen Baskerville
성우 : 타니야마 키쇼 / 서원석
오스왈드 프로필:
| 연령   | 27세                |
| 신장   | 184cm               |
| 생일   | 3월 10일            |
| 별자리 | 물고기자리 (점성술) |
| 혈액형 | A형                 |

〈사블리에의 비극〉을 일으킨 주모자이며, 약 100년 전 바스커빌 가문의 당주.
계약을 맺은 체인은 검은 날개를 가진 자바워크. 예전에는 자바워크 뿐만 아니라 그리폰,레이븐,도도,아울,이렇게 다섯 체인과 계약을 맺고 있었다.
다른 바스커빌의 백성에게는 절대적인 존재, 잭과는 신뢰가 두터웠던 벗과 같은 사이였다.
당시 수도였던 사블리에에서 대학살을 일으켜 사블리에의 비극이란 크나큰 악몽과 같은 역사를 남기게 되었다.
글렌 바스커빌의 이름을 계승하기 전의 이름은 오스왈드(Oswald)란 이름이었다.
그러나 <사블리에의 비극>을 일으킨 주모자는 따로 있었다!
- 리오 바스커빌(리오)

Leo Baskerville
성우 : 와타나베 아케노 / 이미나
현재 바스커빌 가의 당주.
머리 사냥 사건이 벌어진 후, 과거 바스커빌 가의 업보를 떠 안아 짊어지게 된다.
리오는 충격을 받아 현재 리오의 몸에 전 당주인 글렌 바스커빌이 들어가있다.
- 로티(샬롯)

Lotty(Charlotte)
성우 : 토요구치 메구미 / 김성연
로티 프로필:
| 연령 | 24세  |
| 신장 | 164cm |

글렌을 경애하며 바스커빌 가(家)의 백성인 그녀는 100년 전 사블리에에서 생존된 인물 중 한사람이다.
활발하고 겁없는 성격이면서도 현실주의자이며 글렌의 명령을 완수하기 위해서는 수단과 방법을 가리지 않는 냉혹한 면을 보인다.
나이트레이가에 양자로 들어간 빈센트 나이트레이와 손을 잡고 글렌의 영혼의 행방을 찾고 있다.
계약을 맺은 체인은 사자처럼 생긴 리온
- 츠바이

Zwei
성우 : 히로하시 료 / 김민정
츠바이 프로필:
| 연령 | 16세  |
| 신장 | 160cm |

그 정체는 노이즈. 에코를 단순한 〈반향음〉이라 부르며 무시한다.
에코와는 반대로 빈센트를 매우 좋아하며, 피를 좋아하는 잔인한 성격인 그녀.
하는 짓이 어린애 같고 잔인한 면도 있으며, 상부의 명령을 무시하고 독단으로 행동하기 때문에 근신 처분을 받기도 하였다.
계약을 맺은 체인은 들덤.
- 팡

Fang
성우 : 콘도 타카유키 / 임경명
팡 프로필:
| 연령 | 36세  |
| 신장 | 189cm |

바스커빌 가(家)의 백성인 검사. 파워, 스피드 둘다 뛰어나다. 평소 태도가 신사적이며 항상 로티를 걱정하고 있다.
계약을 맺은 체인은 토브.
- 더그

Dug
성우 : 시로쿠마 히로시 / 심정민
더그 프로필:
| 연령 | 43세  |
| 신장 | 202cm |

로티, 팡과 함께 행동하고 있는 바스커빌 가(家)의 백성 중 한 사람. 말 수는 적으며 약초, 독초에 조예가 깊다.
- 릴리

Lily
릴리 프로필:
| 연령 | 12세  |
| 신장 | 139cm |

사블리에 구멍 안의 위치한 어비스의 문에서 나온 작고 귀여운 소녀. 로티를 잘 따르며, 성격은 당돌하다.
계약을 맺은 체인은 밴더스내치.

### 머리사냥 & 인체실험
- 필립 웨스트

Philip West
성우 : 히가 쿠미코 / 김성연
한때, 가문이 있었던 귀족이었으나 어느날 가문이 몰락하게 되었다.
부친이었던 윌리엄 웨스트(성우 : 오키아유 료타로 / 서원석)와 함께 살게 되지만, 빈센트 나이트레이의 의해 살해되어 고아가 되어버렸다.
그 후로 나이트레이가의 관리를 받고 있는〈피아나(하얀천사)의 집〉에 지내게 된다.
- 리터스

Litas
칼리온 지방에 저택에 사는 큰 저택의 후예.
자신을 보필해주는 여성, 메리와 함께 봉인의 돌을 지키고 있었지만, 머리사냥의 의해 메리와 함께 살해 되었다.
- 이슬라 유라

Isla Yura
유라 프로필:
| 연령   | 38세              |
| 신장   | 192cm             |
| 생일   | 9월 3일           |
| 별자리 | 처녀자리 (점성술) |
| 혈액형 | A형               |

말뚝에 뱀이 얽혀있는 문양을 상징으로 하며, 이 컬트 교단의 실질적인 톱이라고 알려진 인물.
이웃나라 권력자의 아들이라 판도라도 그에게 쉽게 손을 댈 수 없다.
잭 베델리우스를 우상으로 여기고, 실제 성격인지 연기인지 모르지만 지나치게 명랑하며 어수선한 행동을 한다.
그리고 잭 베델리우스에게 죽임을 당한다.
- 험프티 덤프티

Humpty Dumpty
목사냥이라고 추측되고 있는 체인.자신의 분신을 만들어내 계약자를 늘리는 것으로 각인에의 부담을 분산한다.
계약자를 늘리는 수만큼 각인의 바늘이 돌아가는 속도는 늦춰진다.
나이트 레이가의 고아원인 「피아나의 집」에서는 슬픔을 없애는 주술이라 속여 고아원 아이들에게 불법 계약을 시키고, 험프티 덤프티의 체인의 실험상대로 기억을 조작 시키고 있었다.
역대의 글렌 바스커빌들의 체인화 된 모습이다.
모티브는 〈거울 나라의 앨리스〉에 등장하는〈험프티 덤프티〉.
- 데미오스(사형 집행인) = (하트 여왕)

Demios(an executioner) = (Queen of the Heart)
머리사냥 사건의 최초의 범인.
노래를 부르며 나타나 머리 사냥했던 실루엣(그녀)의 정체는 체인이었다.
"하트여왕, 파이를 만들었다.♪ 하트 잭, 그 파이를 훔쳤다.♪ 화가난 여왕은 이렇게 외쳤다.♪ 머리를 베어라♪머리를 베어라♪머리를 베어라♪!"

### 어비스(영원한 감옥)
- 레이시

Lacie
성우 : 카와스미 아야코
레이시 프로필:
| 연령   | 25세              |
| 신장   | 165cm             |
| 생일   | 1월 17일          |
| 별자리 | 염소자리 (점성술) |
| 혈액형 | O형               |

어비스의 산(生)제물로 받쳐진 존재.
글렌 바스커빌에게 있어서 소중한 존재이자 희망이었던 그녀.
회중시계가 걸려있던 십자가 모양의 무덤은 그녀의 무덤이기도 하다.
어비스의 의지와 앨리스의 어머니이기도 하면서 글렌 바스커빌(오즈왈드)의 여동생
재앙의 아이(붉은 눈)로 태어난 그녀는 먼 훗날 마지막 자바워크와 계약을 마친 글렌 바스커빌의 당주의 의해 어비스의 제물로 받쳐져 어비스에 떨어져 소멸하게 된다.
- 어비스의 의지

The Intention of the Abyss (Alice)
성우 : 카와스미 아야코 / 토끼 인형 : 유즈키 료카 / 윤미나
어비스의 의지 프로필:
| 연령   | 14세            |
| 신장   | 150cm           |
| 생일   | 7월 20일        |
| 별자리 | 게자리 (점성술) |

어비스를 다스리는 존재.
지금의 어비스를 만들어내고 있는 것으로 여겨지는 핵과 같은 존재.
자신을〈앨리스〉라 칭하고 있으며, 용모 또한 앨리스와 닮아 있다.
머리카락이나 눈동자의 색 등은 순백으로 띄고 있어 비래빗(앨리스)과는 상당히 대조적인 모습을 하고 있다.
실은 어비스의 의지(앨리스)와 앨리스는 레이시가 낳은 쌍둥이다
잭 베델리우스를 좋아했으며, 빈센트 나이트레이를 싫어했었다.
어비스는 누군가가 진심으로 원하는 무언가를 들어주는 대신에, 반드시 그 사람의 소중한 무언가를 하나 빼앗아야 그 바람(소원)을 이루어준다.
그러하듯 어비스에 떨어지게 되어 심연에 도달할 때쯤, 어떤이는 심판을 받아 체인이 되거나 혹은 과거를 바꾸어 낸다.
- 케빈 레그나드(자크시즈 브레이크)

Kevin Regnard
성우 : 이시다 아키라 / 전태열
어비스 나락끝에 살아나온 생존자. 자크시즈 브레이크의 본명이다.
과거에 암흑 속에 떠오른 붉은 눈동자, 116명이나 사람을 죽인 흉악범으로 50년이 지난 지금도 그 이름은 잊혀지지 않았다.
인간의 존재가 아니라며 사람들이 두려워하여 그를〈붉은 눈의 망령〉이라 불리게 되었다.
어비스에 떨어지기 전, 그는 싱클레어 가를 지키던 기사였다. 그가 잠깐 자리를 비운 사이에 싱클레어 가가 멸망하게 되자 과거를 바꾸고자 어비스의 제물을 바칠 인간이 필요 했기에 살육을 감행하게 되었다.
그리고 어비스의 의지를 만나게 되었지만 그가 그녀가 있는 심연까지 도달할 수 있었던 이유, 어린 빈센트의 의해 두 눈을 잃었던 검은 고양이 체셔에게 그의 붉은 눈과 잘 어울릴거라는 이유만으로 그를 어비스의 심연까지 불러 들이게 된 것이다.
결국 그의 왼쪽 눈은 어비스의 의지에게 반 강제로 잃게 되었고, 그와 동시에 어비스의 공간이 어떤 힘의 의해 붕괴지게 되자 그는 지푸라기를 잡는 심정으로 어비스의 의지에게 자신의 과거를 바꿔준다면 그녀가 바라는 것 무엇이든 내주겠다며 마지막 한 마디를 외친다.
그로부터 15년, 그는 레인즈워스 가의 〈어비스의 문〉으로 통해 현세로 귀환하게 되었고 어린 샤론과 레임의 의해 발견되어 레인즈워스 가문에게 거둬지게 된다.
어비스의 의지가 그에게 건낸 마지막 소원은..

### 체인
B. 래빗(Blood Rabbit / 피로 물든 검은 토끼)
성우 : 카와스미 아야코 / 윤미나
무수한 체인들 중에서도 가장 위험한 것으로 일컬어진다.
붉은색 양복을 입은 거대한 검은 토끼의 형상을 하고 있으며 강력한 힘을 지니고 있다.
거대한 낫과 쇠사슬로 이용해 무기로 쓴다.
현재 이 체인은 오즈와 위법 계약을 이루고 있지만 사실 이 체인의 본래 정체는 앨리스가 아닌 오즈 베델리우스였다.
<주요인물> Part.1 참고
자바워크(Jabberwocky)
글렌 바스커빌과 계약을 맺은 체인.
현재로선 리오 바스커빌과 계약을 맺었다.
모티브는〈거울 나라의 앨리스〉및 루이스 캐럴의(앨리스의 원작자)시에 등장하는〈재버워키〉.
어비스와의 길을 잇는 검은날개(흑익)의 체인이다.
레이븐(Raven)
4대 공작가인 나이트레이 家에서 소유중인 체인. 대대로 나이트레이의 계승자만이 계약할 수 있다.
길버트 나이트레이과의 계약을 이루고 있다.
칠흑의 거대한 날개를 지닌 해골 새의 형상을 하고 있으며, B. 래빗의 힘을 봉인하는 힘과 어비스와 현실 세계를 오갈 수 있는 능력이 있다.
모티브는 〈거울 나라의 앨리스〉에 등장하는〈까마귀〉.
그리폰(Griffon)
4대 공작가인 베델리우스 家에서 소유중인 체인.
자이 베델리우스와 계약을 이루고 있다.
독수리의 머리와 날개, 사자의 몸, 뱀의 꼬리를 지녔으며 어비스와 공간을 연결해, 사람을 끌어 들일 수 있다.
오즈베델리우스를 어비스로 떨어트린 체인이다.
모티브는 〈이상한 나라의 앨리스〉에 등장하는〈그리핀〉.
도도(Dodo)
4대 공작가인 바르마 家에서 소유중인 체인.
루퍼스 바르마와 계약을 맺고 있다.(카르켈)
아울(Owl)
4대 공작가인 레인스워스 家에서 소유 되었던 체인.
셰릴 레인즈워스와 계약을 맺고 있다.(카르켈)
매드 해터(Mad Hatter)
자크시즈 브레이크와 계약을 맺고 있는 체인.
어비스와 관련된 모든 힘을 부정하며 소멸시키는 능력을 가지고 있다.
화려한 장식이 된 칙칙한 보라색의 모자와 보라색의 망토를 입고 있으며, 안쪽에는 육체 대신 칙칙한 아우라와 함께 중앙에 외알 눈동자가 있다.
모티브는 〈이상한 나라의 앨리스〉에 등장하는〈미친 모자장수〉.
에쿠우스(Eques / 一角獸)
샤론 레인즈워스와 계약을 맺고 있는 체인.(카르켈)
새까만 몸에 보라색 아지랑이 같은 갈기를 가진 유니콘.
그림자와 그림자를 묶어 워프 터널을 만드는 능력이 있으며, 공격력도 높다.
모티브는〈거울 나라의 앨리스〉에 등장하는〈유니콘〉.
마치 헤어(March Hare / 3월의 토끼)
레임과 계약을 맺고 있는 체인.(카르켈)
모자를 쓴 토끼의 모습을 하고 있다.
자신의 계약자를 가사 상태에 빠뜨려, 적을 방심시키는 능력을 지녔다.
모티브는〈이상한 나라의 앨리스〉에 등장하는〈3월 토끼〉.
잠 쥐(Dormouse)
빈센트 나이트레이와 계약을 맺은 체인.(카르켈)
등에 황금 태엽이 달린 쥐 모양의 봉제 인형 형상을 하고 있으며 빈센트가 대상의 머리를 장시간 쓰다듬으면 그 대상을 잠들게 하는 능력을 지녔다.
힘이 꽤나 강대해서 빈센트도 정신을 계속 차리지 않으면 갑자기 잠들어버리곤 한다.
모티브는〈이상한 나라의 앨리스〉에 등장하는〈도어마우스〉.
리온(Lion)
로티와 계약을 이루고 있는 체인.
왕관을 쓴 사자의 모습을 하고 있으며, 로티에 대한 충성심이 높다.
전투력은 백수의 왕인 사자의 형상답게 톱 클래스.
모티브는〈거울 나라의 앨리스〉에 등장하는〈라이온〉.
밴더스내치(Bandersnatch)
릴리와 계약을 이루고 있는 체인.
검은 늑대 견에 가까운 형상이며,
날카로운 발톱으로 공격하며, 가끔 근접해 대상의 목을 물어뜯거나 부러뜨리기도 함.
모티브는〈거울 나라의 앨리스〉에 등장하는〈밴더스내치〉.
들덤(Dledum)
성우 : 사쿠라이 하루미 / 이미나
노이즈(츠바이)와 계약을 이루고 있는 체인이며, 대상을 보이지 않는 실로 칭칭 감아 자유롭게 조종할 수 있다.
모티브는〈거울 나라의 앨리스〉에〈트위들덤〉.
험프티 덤프티
<머리사냥&인체실험> 참고
데미오스
<머리사냥&인체실험> 참고
체셔 고양이(Cheshire)
성우 : 야마구치 캇페이 / 이지현
체셔 프로필:
| 연령 | 불명  |
| 신장 | 173cm |

어비스의 의지를 지키는 외눈박이 체인. 날카롭고 거대한 손톱이 무기이다.
100년 전, 유폐 되고 있던 앨리스의 유일무이한 친구인 검은 고양이로, 그녀를 위해 체인이 되었다.
당시 앨리스의 기억속에서 만들어진 공간에 있으면서 그 기억의 가장 깊은 곳을 지키고 있기 때문에, 검은 토끼와 함께 계약자의 존재를 필요로 하지 않는 특별한 체인이다.
체셔 고양이라는 이름이 있으며, 자신의 공간(거울 세계)을 만들어 그 안에 잠들어 있던 앨리스가 잊고 싶었던 기억들을 모아놓고 살아왔다.
그러나 앨리스가 100년 전에 잃어버렸던 기억들을 찾으러 거울의 세계로 들어 왔을 때 그는 앨리스가 지우고 싶어했던 마음 아픈 기억을 주지 않으려 한다.
나중에서야 뒤늦게 앨리스가 자신을 알아 봐주었지만, 앨리스의 기억을 손에 넣은 브레이크가 메드헤터의 힘을 사용해 그를 없애 버린다.
모티브는〈이상한 나라의 앨리스〉에 등장하는〈체셔 고양이〉.
알프스(Alps)
성우 : 사카마키 미츠히로 / 심정민
약 50년 전 사람들을 전율케한 <붉은 눈의 망령> 의 체인.
케빈 레그나드와 위법으로 계약을 맺고 있으며, 어비스의 의지에 의해 소멸되었다.
기사복장의 체인이었다.
모티브는〈거울 나라의 앨리스〉에 등장하는〈백의 기사〉.
매드 베이비(Mad baby)
성우 : 소노베 요시노리 / 서유리
거미처럼 6개의 다리를 가졌고, 인간의 기억을 훔쳐보며 농락한다.
어비스에서 앨리스(검은 토끼)에게 제거되었다.
모티브는 〈이상한 나라의 앨리스〉에 등장하는〈못난 아기〉.
그림(Grim caterpillar)
성우 : 오오하라 타카시 / 임경명
윌리엄 웨스트(필립의 아버지)와 계약을 맺었던 체인.
유충에서 인간의 팔이 돋아난듯한 추한 외양을 가졌으며, 꼬리를 흔들며 싸운다.
모티브는〈이상한 나라의 앨리스〉의〈쐐기벌레〉.
트럼프(Trump)
가장 저능한 체인.
어떤 능력을 가졌는지는 미지수.
모티브는〈이상한 나라의 앨리스〉에〈트럼프 카드〉.

## 용어
100의 순례
죽은 이의 영혼은 100년이 지나면 또다시 이세계로 돌아온다는 환생(還生)과도 같은 전설.
사블리에의 비극
바스커빌 가에 의해 과거 수도·사블리에가 어비스로 떨어진 사건. 피해가 나라 전체로 커지는 것을 4대 공작가가 막아 바스커빌 가가 소유하고 있던 어비스로 갈 수 있는 5개의 문 중 4개를 손에 넣었다고 한다. 어비스의 의지도 이 사건과 관련된 것으로 보인다.
바스커빌 가가 침묵하고 있던 기간과 마찬가지로 사블리에의 비극이 일어난 지 〈100년〉이 지났기 때문에, 100년이라고 하는 숫자는 계산으로 보인다.
재앙의 아이
(禍罪の子:まがづみのこ:마가즈미노 코)
붉은 눈동자를 가진 사람을 차별하여 부르는 용어. 재앙을 불러 일으키는 존재로 여겨져 붉은 눈의 인간은 심한 박해를 받았다. 100년 전에 살아 있던 빈센트는, 괴로운 유년시절을 보냈다. 브레이크가 활동했던 50년 전쯤에는 이미 잊혀져 있었다.
빈센트와 브레이크가 이에 해당한다. (이에 레이시도 포함)
체인
어비스에서 태어난 생명체의 총칭. 그 대부분이 이형(異形)으로, 벌레(Grim) 혹은 인형(트럼프)의 망령같은 모습을 하고 있다. 인간 세계에서는 힘을 쓸 수 없어, 인간에게 〈과거를 바꿀 수 있다〉며 계약을 맺자고 하고 사람을 잡아먹는다. 그 중에서도 비 래빗은 가장 위험한 존재로 여겨지고 있다.
검은 날개를 가진 체인은, 어비스와 현실 세계를 왕래할 수 있는 능력을 가지고 있다.
계약
이공간의 생물인 체인은, 현실 세계에서 존재를 안정시키기 위해 인간과 계약을 맺는다.
계약에는 판도라가 고안한 정규 방법에 따른 계약과, 어비스에 떨어진 인간이나, 어비스에서 탈출한 체인이 인간과 마음대로 맺는 위법(불법)계약, 바스커빌가에서 고안한 바스커빌식 계약, 3가지가 있다.
간혹 계약의 영향을 받아 몸의 성장이 멈추는 사람이 있다(샤론, 브레이크, 루퍼스 등). 그러나 모습이 변하지 않는 만큼 몸에 부담이 가며, 불로불사 하는 것은 결코 아니다.
계약자
체인과 계약을 주고 받은 인간. 피를 직접 받아들인 위법 계약자에게는 가슴에 시계모양의 각인이 새겨져, 시간이 지남에 따라 바늘의 위치가 이동한다. 각인의 바늘이 한바퀴 돌면 어비스의 최하층으로 떨어진다. 계약한 체인에게 시간제한이 다 될 때까지 인간을 계속 먹여야 한다.
일반적으로 위법 계약자는 과거를 바꾸는 힘을 얻으려 계약을 한다.
반면 판도라식 계약자, 판도라에서는 이들을 정식 계약자라고 하는데 이들은 피를 봉인하는 거울모양의 펜던트(카르켈)로 계약을 하므로, 시간제한이란 제약이 없지만 직접 받아들인 위법 계약자보다 끌어낼 수 있는 체인의 힘은 떨어진다.
위법 계약자가 아닌 경우 때에 따라 몸의 성장이 멈추기도 한다.
바스커빌식 계약은 판도라에서 위법 계약자라고 명명한 이들과 같은 방법으로 이루어지며, 가슴에 시계모양의 각인도 새겨진다. 다만 위법 계약자와는 달리 시계 바늘이 없기 때문에, 시간 제약도 없고 어비스의 최하층으로 떨어질 일도 없다. 바스커빌로 선택받은 사람만이 계약할 수 있는 방법이다.
어비스(어둠의 감옥)
《나쁜 짓을 저지르면 어비스에서 사자가 와, 무서운 곳으로 끌고간다》고 전해지고 있지만, 실제로는 감옥과 달리 〈망가진 장난감 상자〉와도 같은 공간. 복사뼈 부근까지 액체로 덮여 있다. 어비스의 의지에 의해 만들어진 이공간으로, 체인을 만들어내는 모체라고 볼 수 있다.
시간이 뒤틀린 공간으로, 탈출한다 해도 반드시 원래 있던 시간으로 돌아오는 것은 아니다. 글렌은 모든 시간과 연결되어, 그것을 지배할 수 있는 어비스를 세계의 축소판(縮圖)과 같다고 말한 적이 있다.
어비스의 의지가 태어나기 전까지는, 황금빛으로 빛나는 아름다운 세계였다고 한다.
4대 공작가
100년 전 사건이 일어난 이후부터 공작의 자리를 영위하며 국가로부터 전폭적으로 지위를 보장받는다. 4대 공작가. 국가 직속의 치안 유지기관·판도라를 구성하여, 각각의 가문이 어비스와 연결되는 문과 특별한 체인을 소유하고 있으며, 그 존재로 인해 지금의 지위를 보장받았다. 오즈, 샤론, 엘리엇은 정식 귀족이며 길버트&빈센트는 양자이다.
글렌 바스커빌이 사라진 100년지 지난 후,레이븐, 그리폰, 도도, 아울 이 4마리의 체인은 명실상부한 4대공작가의 당주임을 증명하는 근거 및 차기 당주, 후계자를 결정하는 요소로 쓰인다고 알려진다.
자바워크를 비롯해 이 5마리의 체인에 큰 특징은 "검은 날개"를 지녔다는 것이다.
판도라
표면상으로는 국가 전속 치안 유지 기관이지만, 실제로는 4대 공작가에 의해 만들어진 어비스의 연구, 혹은 그와 관련된 일을 해결하는 기관.
구성원은 모두 귀족 혹은 그 종자(시종). 어비스의 의지를 쫓고 있다.
주요 인물인 오즈, 앨리스, 길버트, 브레이크, 샤론을 비롯한 공작가 대부분의 사람들이 소속해 있거나 관계가 있다.
머리사냥 사건
머리사냥의 여왕(퀸·오브·더·하트)에 의해 머리가 잘려나가 살해당하는 사건.
나이트레이가와 인연이 있는 자들을 노리고 있으며, 판도라의 일부에 밝혀진 머리사냥 사건의 진실 중 하나이다.

## 작품

### 단행본
1. 판도라 하츠 1권
2. 판도라 하츠 2권
3. 판도라 하츠 3권
4. 판도라 하츠 4권
5. 판도라 하츠 5권
6. 판도라 하츠 6권
7. 판도라 하츠 7권
8. 판도라 하츠 8권
9. 판도라 하츠 9권
10. 판도라 하츠 10권
11. 판도라 하츠 11권
12. 판도라 하츠 12권
13. 판도라 하츠 13권
14. 판도라 하츠 14권
15. 판도라 하츠 15권
16. 판도라 하츠 16권
17. 판도라 하츠 17권
18. 판도라 하츠 18권
19. 판도라 하츠 19권
20. 판도라 하츠 20권
21. 판도라 하츠 21권
22. 판도라 하츠 22권
23. 판도라 하츠 23권
24. 판도라 하츠 24권

### 가이드 북
- 판도라 하츠 Official Guide 8.5권 ~mine of mine~
- 판도라하츠 Official Guide 18.5권 ~evidence~

### 소설
- 《소설 Pandora Hearts ~Caucus race~ 1권》
- 《소설 Pandora Hearts ~Caucus race~ 2권》

### 화집
- 모치즈키 준 화집 Pandora Hearts ~odds and ends~
- 모치즈키 준 2nd 화집 Pandora Hearts「There is.」

### 앨범·달력
- 강강아트 컬렉션 〈Pandora Hearts〉Vol.1
- 강강아트 컬렉션 〈Pandora Hearts〉Vol.2
- 코믹 스페셜 2010〈Pandora Hearts〉캘린더
- 코믹 스페셜 2011〈Pandora Hearts〉캘린더
- 코믹 스페셜 2012〈Pandora Hearts〉캘린더
- 코믹 스페셜 2013〈Pandora Hearts〉캘린더
- 코믹 스페셜 2014〈Pandora Hearts〉캘린더

### 애니메이션 상품
- 〈Pandora Hearts〉오피셜 애니메이션 가이드 ~판도라 박스~
- 〈Pandora Hearts〉씰&포스터 카드 BOOK

## TV 애니메이션
- 대한민국 2010년 10월부터 스카이라이프 채널인 애니박스와 케이블TV 채널인 챔프TV에서 방영종결.
- 일본 2009년 4월부터 TBS・MBS・BS-TBS・CBC에서 방영종결. 전 25화

### 스태프
- 원작：모치즈키 준（연재：〈월간 GFantasy〉스퀘어・에닉스 발행）
- 감독：카토 타카오
- 시리즈 구성：세키지마 마요리
- 캐릭터 디자인：코바야시 치즈루, 야마오카 신이치
- 프롭 디자인：原由知
- 미술감독：와타나베 케이터
- 색채설정：세키모토 미츠코
- 촬영감독：에토 토모키
- 편집：사카모토 쿠미코
- 음향감독：타카테라 타케시
- 음악：카지우라 유키
- 음악 프로듀서：노자키 케이치
- 음악제작：flying DOG
- 프로듀서：타나카 고우, 이와자키 아츠시, 치노 타카토시, 나카야마 카코, 마츠나가 유이치, 아이다 부이치로
- 애니메이션 제작：XEBEC
- 제작협력：미디어 팩토리, XEBEC, FCC, 무빅, flying DOG , 포니 캐니온 엔터프라이즈
- 제작：Pandora Project、TBS

### 주제가
오프닝 테마 〈Parallel Hearts〉VTCL-60120
작사・작곡・편곡：카지우라 유키, 노래：FictionJunction（KAORI,KEIKO,WAKANA&Yuriko Kaida）
엔딩 테마 〈Maze〉（제1화 ~ 제13화）VTCL-35058
작사：아아, 작곡：오쿠이 마사미, 편곡：MACARONI☆、노래：savage genius feat.오우미 토모에
엔딩 테마 〈나를 찾아줘〉（제14화~제25화）VTCL-35068
작사：아아, 작곡：오쿠이 마사미, 편곡：니시다 마사라, 노래：savage genius
삽입곡 < レイシー / Everytime you kissed me> (25화中)
작사・작곡・편곡：카지우라 유키, 노래: Emily Bindiger

### 서브 타이틀
| 화수   | 부제(원제)             | 부제(풀이)                | 각본              | 그림 콘티         | 연출            | 작화 감독                                 |
| ------ | ---------------------- | ------------------------- | ----------------- | ----------------- | --------------- | ----------------------------------------- |
| 제1화  | 罪なき平穏             | 무고한 평온               | 세키지마 마요리   | 카도 타카오       | 우에다 시게루   | 호리 타에코                               |
| 제2화  | 断罪の嵐               | 단죄의 폭풍               | 쿠보타 마사시     | 나카무라 리미     | 나카무라 리미   | 타카하시 아키라                           |
| 제3화  | 迷い子と黒うさぎ       | 미아와 검은 토끼          | 아라키 켄이치     | 타카하시 히데야   | 타카하시 히데야 | 大浪太 나가야 유리코                      |
| 제4화  | 朝日影の場所           | 아침 햇살이 비치는 곳     | 키타지마 히로아키 | 니시모리 아키라   | 이와나가 아키라 | 나가마츠 쿠바 MANASITA                    |
| 제5화  | 時計回りの悪夢         | 시계 주위의 악몽          | 마루카와 나오코   | 카미츠보 료우키   | 카미츠보 료우키 | 노다 타쿠미                               |
| 제6화  | 食い違った現在地       | 엇갈린 현재의 자리        | 쿠보타 마사시     | 쿠로다 유키오     | 쿠로다 유키오   | 나가타니 유키코 와타나베 나츠키           |
| 제7화  | 深淵からの呼び声       | 심연에서 들리는 비명소리  | 아라키 켄이치     | 코사카 하루미     | 우에다 시게루   | 타니야 쿄코                               |
| 제8화  | 隠者の問い掛け         | 은둔자의 질문             | 키타지마 히로아키 | 손승희            | 손승희          | 大浪太 나가야 유리코                      |
| 제9화  | 呪いの言葉             | 저주의 말                 | 세키지마 마요리   | 니시모리 아키라   | 岡佳広          | 마츠이 유코                               |
| 제10화 | 重なる影               | 겹쳐지는 그림자           | 마루카와 나오코   | 타카하시 히데야   | 타카하시 히데야 | 타카하시 아키라                           |
| 제11화 | 堕とされた鴉           | 추락한 까마귀             | 키타지마 히로아키 | 니시모리 아키라   | 이와나가 아키라 | 나가마츠 쿠바                             |
| 제12화 | 鏡の国                 | 거울의 나라               | 쿠보타 마사시     | 쿠로다 유키오     | 쿠로다 유키오   | 와타나베 나츠키                           |
| 제13화 | 歪んだ記憶の住人       | 왜곡된 기억의 주인        | 아라키 켄이치     | 二瓶勇一          | 카미츠보 료우키 | 노다 타쿠미                               |
| 제14화 | 紅き隻眼の悪魔         | 붉은 외눈박이 악마        | 세키지마 마요리   | 우에다 시게루     | 우에다 시게루   | 타카하시 아키라                           |
| 제15화 | 誰がための言葉         | 누군가를 위한 말          | 아라키 켄이치     | 나카무라 리미     | 나카무라 리미   | 타케타니 쿄코 사노요코                    |
| 제16화 | 英雄と少年             | 영웅과 소년               | 쿠보타 마사시     | 쿠로다 유키오     | 쿠로다 유키오   | 코사카 쿄코                               |
| 제17화 | 懐旧の旋律             | 회고의 선율               | 키타지마 히로아키 | 히구치 카오리     | 타카하시 히데야 | 쿠마가야 마사히로                         |
| 제18화 | とある従者の死について | 어느 시종의 죽음에 대하여 | 마루카와 나오코   | 히라오 미호       | 히라오 미호     | 코바야시 치즈루                           |
| 제19화 | 涙の池                 | 눈물의 연못               | 아라키 켄이치     | 손승희            | 우에다 시게루   | 타카하시 아키라                           |
| 제20화 | うつりゆく音           | 옮겨가는 소리             | 쿠보타 마사시     | 카미츠보 료우키   | 카미츠보 료우키 | 나가야 유리코 무라카미 마키 南凛          |
| 제21화 | 純白のくろ             | 순백의 흑                 | 세키지마 마요리   | 쿠로다 유키오     | 쿠로다 유키오   | 나가마츠 쿠바 효혜정                      |
| 제22화 | 失意の対価             | 상실의 대가               | 키타지마 히로아키 | 나카무라 리미     | 타카하시 히데야 | 쿠루베 히로코 카도 토모아키               |
| 제23화 | 軋む世界               | 흔들리는 세계             | 쿠보타 마사시     | 히구치 카오리     | 우에다 시게루   | 나가마츠 쿠바 나가야 유리코 大浪太        |
| 제24화 | 憐れみの讃歌           | 연민의 찬가               | 아라키 켄이치     | 에노모토 아키히로 | 쿠로다 유키오   | 나가마츠 쿠바 야마오카 신이치 호리 타에코 |
| 제25화 | 否定の彼方へ           | 부정의 저편으로           | 세키지마 마요리   | 카토 타카오       | 타카하시 히데야 | 코바야시 치즈루                           |

### 방송국
| 방송지역   | 방송국               | 방송기간                    | 방송시간                            | 비고                                 |
| ---------- | -------------------- | --------------------------- | ----------------------------------- | ------------------------------------ |
| 관동광역권 | TBS 테레비（TBS）    | 2009년 4월 2일 ~ 9월 24일   | 목요일 25시 29분 ~ 25시 59분        | 제작 방송국                          |
| 긴키광역권 | 마이니치 방송（MBS） | 2009년 4월 9일 ~ 10월 1일   | 목요일 26시 25분 ~ 26시55분         | 마이니치 방송 목요일 심야 애니메이션 |
| 주쿄광역권 | 주부닛폰 방송（CBC） | 2009년 4월 9일 ~ 10월 1일   | 목요일 26시 30분 ~ 27시 00분        | 아니센                               |
| 전국방송   | BS-TBS               | 2009년 4월 25일 ~ 10월 10일 | 토요일 24시 30분 ~ 25시 00분        |                                      |
| 대한민국   | 애니박스             | 2010년 10월 4일 ~           | 매주 월요일 12시 30분 (2013년 기준) | 스카이라이프 채널 심야 방송          |
| 대한민국   | 챔프TV               | 2010년 12월 1일 ~           | 수요일~목요일 11시 00분 ~ 12시 00분 | 케이블TV 채널 심야 방송              |

### 영상특전
《PandoraHearts 특별 보너스》
DVD별 수록 영상특전.
| 화수  | 아이캐치 | 서브타이틀                     | 각본            | 그림 콘티 | 연출            | 작화감독        |
| ----- | --- | ------------------------------ | --------------- | --------- | --------------- | --------------- |
| 제1화 | PandoraHearts（메이드 하츠）                                                                                                   | 명탐정 브레이크!!!             | 마루카와 나오코 | 손승희    | 코바야시 치즈루 | -               |
| 제2화 | PandoraHearts（판다랑 하~츠!!）                                                                                                | 샤론의 하트 쿵 두근두근 대작전 | 마루카와 나오코 | 손승희    | 코바야시 치즈루 | -               |
| 제3호 | PandoraHearts（판도라 학원 야구부） PandoraHearts（판도라 학원 테니스부） PandoraHearts（판도라 학원 검도부）                  | 두근두근♥판도라 학원!!         | 마루카와 나오코 | 손승희    | 世良悠子        | 코바야시 치즈루 |
| 제4화 | PandoraHearts（잠자는 얼굴 시리즈)                                                                                             | 앨리스와 에코의 심부름         | 마츠무라 유카리 | 손승희    | 世良悠子        | 코바야시 치즈루 |
| 제5화 | PandoraHearts（Marine Sports）                                                                                                 | 두근두근♥판도라 학원!!Part2    | 마루카와 나오코 | 손승희    | 世良悠子        | 코바야시 치즈루 |
| 제6화 | PandoraHearts（잠자는 얼굴 시리즈II）                                                                                          | 9번째의 기적?!                 | 마츠무라 유카리 | 손승희    | 世良悠子        | 코바야시 치즈루 |
| 제7화 | PandoraHearts（성기사 이야기） PandoraHearts（RPG적(?)코스프레） PandoraHearts（전국 무장 코스프레）                           | 성기사 이야기 그림 연극판      | 마루카와 나오코 | 손승희    | 世良悠子        | 코바야시 치즈루 |
| 제8화 | PandoraHearts（체셔 고양이 편-깔보지마-） PandoraHearts（체셔 고양이 편-생선 요리-） PandoraHearts（체셔 고양이 편-거대괴물-） | 체셔의 방                      | 마츠무라 유카리 | 손승희    | 世良悠子        | 코바야시 치즈루 |
| 제9화 | PandoraHearts（온천 여행-남탕-） PandoraHearts（온천 여행-여탕-） PandoraHearts（온천 여행-연회에서…-）                        | 안락한 공간                    | 마루카와 나오코 | 손승희    | 世良悠子        | 코바야시 치즈루 |

## CD

### 드라마 시디
- PandoraHearts 드라마CD(FCCC-67, 2007년 12월 21일 발매)

2007년에 발매된 드라마CD와 애니메이션 및 2009년 이후 발매된 드라마CD는 길버트, 브레이크, 앨리스, 샤론 역의 성우가 다름.
- PandoraHearts 드라마CD CD 드라마 시어터 1 베자리우스 학원의 악몽(VTCL-60166, 2009년 9월 23일 발매)
- PandoraHearts 드라마CD CD 드라마 시어터 2 앨리스의 차모임(VTCL-60167, 2009년 10월 14일 발매)
- PandoraHearts 16권 초회 한정판 드라마CD Retrace:42.5　A SIDE EPISODE OF Unbirthday(2011년 11월 26일)
- PandoraHearts 22권 초회 한정판 드라마CD Another Story of A Promise Lost(2014년 4월 26일)

### 그 외
- PandoraHearts ORIGINAL SOUNDTRACK1 카지우라 유키 (VTCL-60120, 2009년 7월 8일 발매)
- PandoraHearts ORIGINAL SOUNDTRACK2 카지우라 유키 (VTCL-60169, 2009년 9월 30일 발매)
- 판도라 라디오스페셜CD Vol.1 ~호화로운 미식대결~ (VTCL-60146, 2009년 7월 29일 발매)
- 판도라 라디오스페셜CD Vol.2 ~고기, 고기, 고기~ 궁극의 소고기 파라다이스~ (VTCL-60147, 2009년 8월 26일 발매)
- 판도라 라디오스페셜CD Vol.3 ~로케? 해외? 어디서 라디오 하는거야!?~ (VTCL-60148, 2009년 9월 23일 발매)

## 인터넷 라디오
《판도라 라디오 ~어비스의 사자가 다가온다!?~》
- 진행：미나가와 쥰코（오즈 베자리우스 역）, 토리우미 코스케（레이븐 / 길버트 나이트레이 역）
- 방송 개시：2009년 3월 13일 ~ 2009년 10월 23일
- 갱신 날짜：2·4주 금요일 갱신
- 송신 사이트：미디어 팩토리 라디오